# Stadsfries nyelv
A Stadsfries vagy Stadfries (azaz városi nyelv) bizonyos frízföldi városokban beszélt nyelvjárások gyűjtőneve. A városok Leeuwarden, Sneek, Bolsward, Franeker, Dokkum, Harlingen, Stavoren és Heerenveen. Nyelvészeti okokból a Terschelling, Ameland, Het Bildt és Kollum városában beszélt változatai is a Stadsfries-hez szokták számítani.
A Stadsfries nyelv szókincse nagyobbrészt a holland nyelvből származik. A Stadsfries kialakulásának kezdetei a 15. századra tehető, amikor Frízföld elveszítette politikai önállóságát és a holland nyelvű ország része lett, így a terület lakóinak hollandul is tanulniuk kellett. az eredmény egy holland (nyelvjárási) szókincsű, de nyugati fríz nyelvtanú változat lett.
A Stadsfries szó szerint városi frízt jelent, önelnevezéssel a Stadsfrys vagy a Stads van használatban, bár mindegyik változatának neve ahhoz a városhoz kötődik, ahol beszélik, így van Liwwarders Leeuwarden városában. Frízül a Stadsfriest Stedsk-nek (városiasnak) hívják.

## Szókincs
A Stadsfries szókincse főként holland eredetű, bár a nyugati fríz hatás is számottevő. A szavak egy részét pedig tisztán frízül használják, nem hollandul.
Példák:
| Stadsfries | Fríz   | Holland | Magyar    |
| ---------- | ------ | ------- | --------- |
| hammer     | hammer | hamer   | kalapács  |
| joeke      | jûkje  | jeuken  | viszketés |

A Stadsfriesnek vannak olyan szavai, amelyek ebben az értelemben nem léteznek a holland nyelvben, ezek helybeli vonatkozású (főleg mezőgazdasági) szavak.
Példák:
| Stadsfries | Fríz  | Holland | Magyar   |
| ---------- | ----- | ------- | -------- |
| mem        | mem   | moeder  | anya     |
| heit       | heit  | vader   | apa      |
| jaar       | jaar  | uier    | tőgy     |
| jarre      | jarre | gier    | trágyalé |

A holland és a nyugati fríz közötti különbségek a 16. századi holland nyelvjárásokra vezethetők vissza.
Példák:
| Stadsfries | Fríz  | Holland | Magyar    |
| ---------- | ----- | ------- | --------- |
| lêge       | lizze | liggen  | lefekszik |

Végezetül, számos Stadsfries szó túlélte a holland hatást is, azzal, hogy azok kihaltak a nyugati fríz nyelvből.
Példák:
| Stadsfries | Fríz  | Holland           | Magyar     |
| ---------- | ----- | ----------------- | ---------- |
| kyn        | bern  | kind              | gyerek     |
| farndel    | fearn | een vierde (deel) | egy negyed |

## Nyelvtana
A Stadsfreis hangállománya a holland nyelvből származik, a szóeleji /v/ és /z/ hangok kivételével. Az ilyen szavakat /f/ és /s/ hangokkal képzik.
A többes számot fríz módra képzik (skip-skippen), ahogyan a kisebbítést is (popke, autootsje, rinkje), kivéve Stavers városában, ott ez holland módra képződik (poppy, autootsy, rinkje).
Az igéknél hiányzik két gyenge osztály, ami a fríz nyelvben megvan, de a befejezett múlt képzésére a fríz szabályokat alkalmazzák, kivéve, hogy nem használjál a ge- prefixumot (ik hew maakt; hest dou dat sien?). A stadsfries megőrizte a fríz do, jo és jimme személyes névmásokat (informális te, formális te, többes ti), bár a do és a jo szinte mindig dou és jou alakban van írva.

## Beszélői
A Stadsfries használata rohamosan csökken, főleg Leeuwarden városában, ahol a város negyede (mintegy 20 ezer ember) beszéli ezt a változatot. Más városokban ez az arány magasabb. A 20. század első felében Heerenveen városában létezett egy helyi változata, amit Haagjes Fries-nek hívtak.
A különböző nyelvjárások használata apad, főleg azért, mert a nyugati fríz presztízse megemelkedett, még ha a holland továbbra is a fő hivatalos nyelv Frízföldön. A Stadsfries az alsóbb osztályok szociolektusává vált, különösen a városokban.

## Példaszöveg
| Leeuwardeni: Oud imien folk en ik hoor derbij, bij de ouwen op disse wereld. Ik spreek un ouwe taal, de taal fan miesellef. Ik leef inne oud lan. Ik he noait ergens anners woand, want ik hoor hieruh. Dit bin ik, dit imiesellef. Ik bin alleneg inne groate wereld. Ik bin alleneg, mien lan houde op bestaan, al lang, lang leden. Alleneg ik bleefde. Ik spreek mien ouwe taal alleneg. | Sneeki: Oud is oans fòlk, wêr’t ik bij hoar; wij binne oërouden, op dizze hele weareld. Ik praat un ouwe taal, oans eigen taal. Ik woan in un oeroud laan, ik hew noait erges anders woant, en ik hoar hier. Dit bin ik, ikself, allienech in de groate weareld. Ik bin allienech, oans fòlk is lang leden útstorven, ik bin de enegste dy’t over is. Allienech ik praat oans oerouwe taal. | Magyarul: Ősi néphez tartozom, ősihez, ezen az egész világon. Ősi nyelvet beszélek, a magam nyelvét. Ősi földön élek, nem éltem még máshol, ide tartozom. Ez vagyok én, magam. Egyedül vagyok a nagy világon. Egyedül vagyok, népem rég elment már, csak én maradtam. Egyedül beszélem ősi nyelvem. |

## Külső hivatkozások
- Mathilde Jansen, De dialecten van Ameland en Midsland in vergelijking met het Stadsfries
- Mathilde Jansen en Marc van Oostendorp, De taal van de Wadden
- https://web.archive.org/web/20110524121846/http://www.lowlands-l.net/talk/nld/index.php?page=stadsfries
- https://web.archive.org/web/20070820070708/http://www.ned.univie.ac.at/publicaties/taalgeschiedenis/nl/fries.htm